# دسته ماهیچه‌ای
دسته ماهیچه‌ای (فاسیکول یا فاسیکل عضلانی) (به انگلیسی: Muscle fascicle) در یک ماهیچه اسکلتی عبارت است از مجموعه فیبرهای عضلانی (تارهای ماهیچه‌ای) که توسط لایه‌ای از بافت همبند بنام پری میزیوم  احاطه می‌گردد. هر ماهیچه اسکلتی دارای تعدادی فاسیکول است که اندازه آن می‌تواند کوچک یا بزرگ باشد. علاوه بر پری میزیوم، دو لایه دیگری از بافت همبند بنام‌های اندومیزیوم  و اپی میزیوم  در یک ماهیچه اسکلتی وجود دارد. اندومیزیوم در پوشش هر تار ماهیچه‌ای نقش داشته و آن‌ها را از یکدیگر مجزا می‌کند. کل ماهیچه نیز توسط اپی میزیوم (خارجی‌ترین لایه) احاطه می‌گردد. این لایه‌ها یا غلاف‌های بافت همبند از جنس فاسیا بوده که در عضله اسکلتی بدین طریق تخصص یافته‌اند. عروق خونی و اعصاب از طریق بافت همبند به ماهیچه می‌روند. پری میزیوم دارای عروق خونی و اعصاب جهت فاسیکل‌ها است. هر فاسیکل، شاخه‌هایی از این عروق خونی و اعصاب را دریافت می‌کند.